# シディ・モハメド・ウルド・シェイク・アブダライ
シディ・モハメド・ウルド・シェイク・アブダライ（Sidi Mohamed Ould Cheikh Abdallahi、1938年8月18日 - 2020年11月22日）は、西アフリカのモーリタニアの政治家。2007年に大統領となったが、翌2008年にクーデターで政権が転覆された。同国大統領としては第3代、国家元首としては第7代に該当する。クウェートとの関係が深い。

## 略歴
同国南部ブラクナ州の州都アレグ出身。アレグで初等教育を受けた後、トラルザ州の州都ロッソに移った。ロッソで中等教育を受けた後、セネガルのダカールで数学、物理学、化学を専攻した。後にフランスのグルノーブルに留学し、経済学においてDEA(博士課程研究免状)を取得した。
モーリタニアへの帰国後は、国家の企画部門を担当する公務員として働き、第2次経済社会開発計画にも携わった。

## 政治家として
1971年9月、初代大統領モクタル・ウルド・ダッダにより国家経済担当国務相に任命され、以後7年間にわたって務めた。アブダライは在任中、モーリタニアの基幹産業の1つである鉄の国有化や、CFAフランに代わる独自通貨としてウギアを導入するなど、モーリタニア経済の根幹に係わる重要な職務を遂行した。だが1978年7月にクーデターでダッダ政権が崩壊すると、翌1979年にアブダライは国務相から解任された。
1982年からはクウェートに移ったが、経済通としての手腕を買われ、以後3年間、同国のアラブ経済社会開発基金の顧問として働いた。1985年に再びモーリタニアに戻り、翌1986年からマーウイヤ・ウルド・シディ・アハメド・タヤ軍事政権のもとで閣僚を務めた。アブダライは水利・エネルギー相、後に水産・海事経済相を務め、モーリタニアの経済政策に再び携わる事となった。だがその後、1987年、タヤによりアブダライは政権転覆の容疑をかけられ、水産・海事経済相を解任され、投獄された。釈放された後、1989年9月より、アブダライは再びクウェートのアラブ経済社会開発基金の顧問に就任し、2003年6月まで、そのニジェール事務所で働いた。

## 大統領への道
タヤの長期政権に国民は不満を募らせていたが、2005年8月の軍事クーデターでタヤ政権が崩壊。エリー・ウルド・モハメド・ヴァールを議長とする軍事政権正義と民主主義のための軍事評議会が成立した。軍事政権は議会選と大統領選の実施の後、民政移管することを約束した。
タヤ政権の崩壊を受け、アブダライは再びモーリタニアに帰国し、2006年6月4日、軍事政権によって無所属の大統領候補に指名された。アブダライは軍事政権との関係を否定したが、民政移管後も影響力を保持したい軍部の意向により、特定の政党との関係が薄いアブダライが大統領候補に祭り上げられたと主張する勢力が存在した。
大統領選の前に行われていた議会選で、第1党の座を得た民主変革勢力連合は、アフリカ連合(AU)を含む国際機関に対し、軍事政権の影響が強く、公正な大統領選が行われないとして告発したが、結局、大統領選は予定通り行われることとなった。

## 大統領選
2007年3月11日、大統領選第1回投票が行われ、アブダライは最多数の得票を得たものの、得票率は過半数には達しなかった。規定により、第一回投票の得票率第1位候補と同第2位による決選投票が行われることとなり、アブダライは第2位で民主勢力連合を率いるアハメド・ウルド・ダッダ候補(ダッダ初代大統領のいとこ)と対立することとなった。3月17日、第1回投票で得票率第3位となったゼイン・ウルド・ゼイダンがアブダライへの支持を表明。その2日後には得票率第4位で人民進歩同盟を率いるメスード・ウルド・ブールヘイルも、アブダライ支持を表明した。
決選投票は3月25日に行われ、アブダライは過半数の票を獲得して当選。ダッダ陣営は不正選挙と糾弾したが、4月19日にアブダライは大統領に就任し、民政移管が完了した。アブダライは決選投票で選挙協力をしたゼイダンを首相に任命した。ブールヘイルは4月27日に行われた国民議会(下院)議長選で、アブダライ政権の支持もあり、当選した。

## 大統領就任からクーデターによる政権崩壊へ
2007年6月7日、アブダライ政権は、石油輸出が微量であることと、技術的な問題により、国家予算が1億1,200万米ドル不足しているとし、アブダライの大統領としての給与、および閣僚全員の給与を25%削減すると表明した。アブダライが公の場で演説するのは、就任以来これが初めてであった。アブダライは1989年から1991年の3年間を暗黒の年と呼び、タヤ政権の強権的支配で発生した難民や犠牲者の遺族に対する国家的補償を明言。また、世界で最後まで奴隷制が維持されている国として批判されているモーリタニアの社会制度を見直し、タヤ政権が履行に積極的ではなかった奴隷制廃止については、その実現を表明した。
また、2007年9月26日には、ニューヨークの国連本部で反政府勢力モーリタニア・アフリカ解放勢力(FLAM)の指導者と会談し、和平に向けた努力を相互が行うことで合意した。FLAMは、アラブ系住民が支配者層を築くモーリタニアでは少数派となる黒人の勢力で、黒人の地位向上を訴えて反政府活動を行い、1986年から政府によって非合法化されていた。モーリタニアの指導者がFLAMと会談の場を持ったのは、これが初めてである。
無所属のアブダライは議会での支持基盤が脆弱だったが、アブダライ政権支持者により、2008年1月に与党民主開発国民契約が成立した（アブダライ自身は非加入）。野党はこれについて、過去のダッダ政権のような一党制時代に逆戻りする行為だとして、厳しく糾弾した。
2008年8月6日(日本時間)、軍事クーデターが発生し、首相とともに自宅軟禁されていると報道された。大統領の実権は軍部の高等国家評議会議長ムハンマド・ウルド・アブデルアズィーズに移りアブダライは失脚。同年12月に軍政当局による拘束から解放されたが、その後軍政主導で行われた2009年6月の大統領選には出馬できなかった。
2020年11月22日、首都ヌアクショットで死去。